# 华光珠宝城
31°34′36″N 120°17′41″E / 31.57680°N 120.29466°E
华光珠宝城，也称无锡珠宝城、珠宝城商厦，是位于中华人民共和国江苏省无锡市梁溪区的一个商场，位于市中心三阳广场的西南侧。

## 沿革
1992年8月8日，无锡市土地批租第一幅以招标形式出让的地块，将该地块占地11831平方米，规划建筑总面积88730平方米，投资近3亿元，由郊区商业局和香港华光集团共同投资建造，是当年无锡市投资规模最大的一个商业合资项目。经过整一年拆迁等前期工作的准备，于1993年8月8日隆重奠基。